# Sint-Clemenskerk (Hoeilaart)

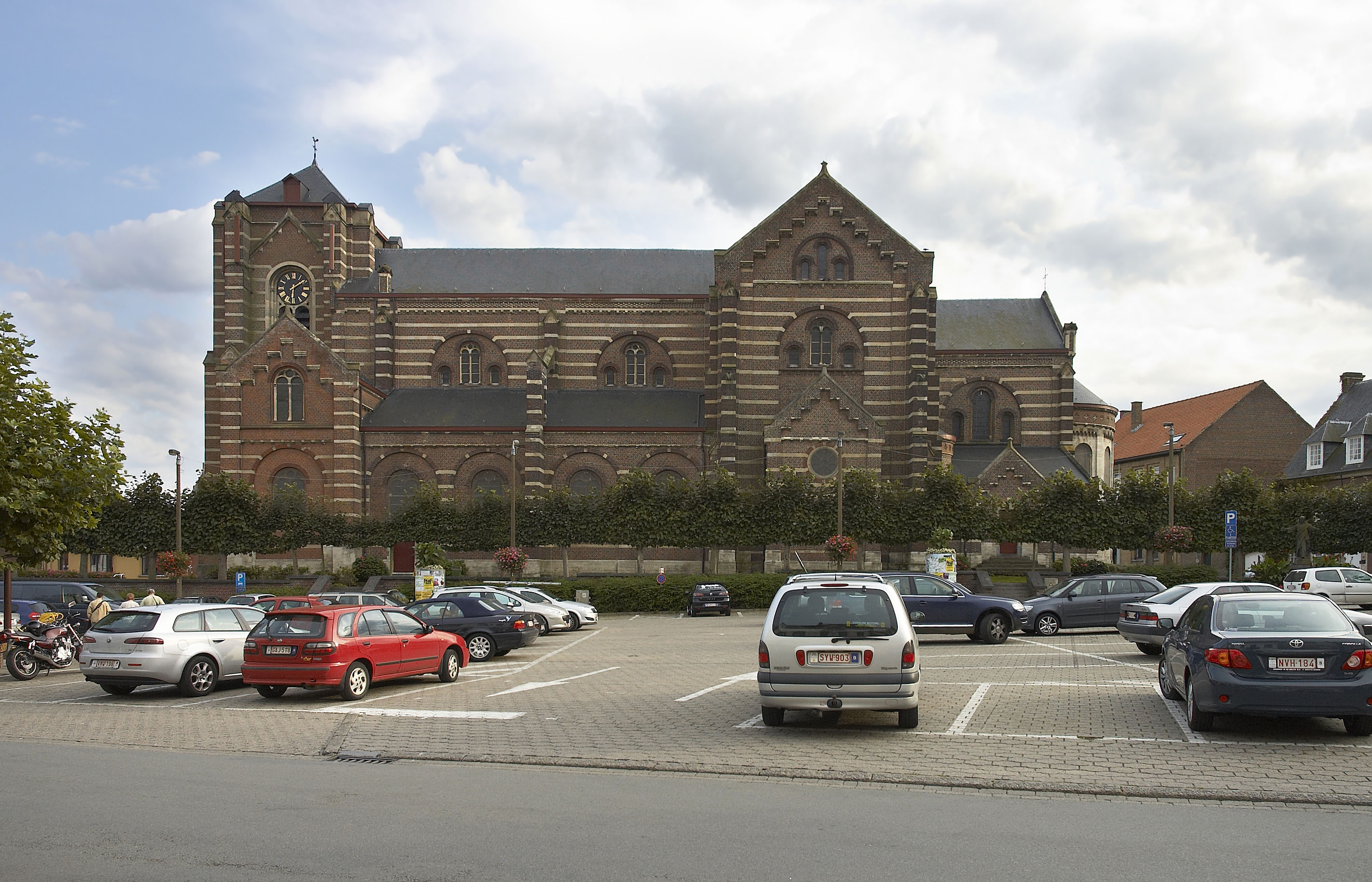
Sint-Clemenskerk

De Sint-Clemenskerk is de parochiekerk van de Vlaams-Brabantse plaats Hoeilaart, gelegen aan het Gemeenteplein 12A.

## Geschiedenis
Al voor het einde van de 12e eeuw zou hier een romaans kerkje hebben gestaan en in 1223 werd het patronaatsrecht van deze kerk geschonken aan het Sint-Goedelekapittel te Brussel. Aan deze kerk werd later een gotisch koor gebouwd. Halverwege de 19e eeuw werd deze kerk te klein bevonden en in 1870 werd hij gesloopt. Hierbij kwam een Romeinse votiefsteen aan het licht, welke gebruikt werd voor de fundering van de kerk.
Van 1870-1874 werd een nieuwe kerk gebouwd in neoromaanse stijl, naar ontwerp van Herman Jaminé. De toren werd echter nooit helemaal voltooid omdat stabiliteitsproblemen optraden.

## Gebouw
Het betreft een naar het westen georiënteerd driebeukig kerkgebouw met voorgebouwde toren en halfronde apsis. De kerk is opgetrokken in baksteen met speklagen van kalkzandsteen. De apsis is geheel uit kalkzandsteen opgetrokken.
De toren heeft drie geledingen en wordt gedekt door een tentdak.

## Interieur
Een 15e eeuws beeld in geglazuurde keramiek, voorstellende Maria in aanbidding voor het Kind, is modelijk afkomstig van het atelier della Robbia uit Florence. Ook zijn er 18e-eeuwse gepolychromeerde heiligenbeelden, van de heiligen Lucia, Cornelius en Clemens, en een Mariabeeld.
Het hoofdaltaar is van 1912. De glas-in-loodramen zijn van 1873. Het orgel is van 1887 en werd vervaardigd door Emile Kerkhoff.